# East Coast Beach-Yawl
Die East Coast Beach-Yawl (deutsch: Ostküsten-Strandyawl) ist ein kleiner britischer Küstensegelbootstyp.

## Geschichte
Der Bootstyp wurde an der ostenglischen Küste zwischen Winterton und Southwold verwendet, um einen Pendelverkehr zwischen der Küste und den vor Anker liegenden größeren Segelschiffen zu betreiben. Der Beginn seiner Verwendungszeit liegt im Dunklen. Die Bauart lässt jedoch darauf schließen, dass die Wurzeln des Typs auf Wikingerüberfälle auf die britische Ostküste im achten und neunten Jahrhundert zurückgehen. Die Verwendung dauerte mit zahlreichen Veränderungen und in größerer Form bis in das frühe 19. Jahrhundert. Der Bootstyp wurde schließlich überflüssig, als keine größeren Zahlen an Seglern im Gebiet von Yarmouth Road ankerten.

## Bauweise
Die offenen im Verhältnis schlank gebauten hölzernen Arbeitssegler mit Luggersegeln sind vorne und achtern spitz zulaufend und erinnern an die Bauweise der Langboote, weisen aber zahlreiche Eigenheiten auf. Auf Grund der Luggerbesegelung haben die Boote keinen Bugspriet, aber einen über das Achterschiff und die Ruderpinne hinausreichenden Achterspriet. Frühe Schiffe verfügten über drei Masten und wurden von großen Besatzungen gesegelt und gerudert. Bei späteren Ausführungen wurde auf den mittleren Mast verzichtet. Der vordere Mast war dann weit vorlicher als Mittschiffs angeordnet, der achtere Mast steht nur ein kurzes Stück vor dem hinteren Bootsabschluss.